# 용방면
용방면(龍方面)은 대한민국 전라남도 구례군에 위치한 면이다.

## 개요
용방면은 구례군의 북서쪽에 위치하고 있으며 동으로는 광의면, 서쪽은 곡성군 고달면과 접하고 있고, 남쪽은 구례읍, 북쪽은 산동면과 접경을 이루고 있고, 지리산을 등지고 촌락들이 들어서 있다. 그리고 북쪽에는 광활한 평야를 이루고 있다.
구례군의 관문이라 할 수 있는 구례화엄사IC와 산업로 용방교차로가 위치해있다.
그리고 구례군 산동면 이평리와 구례군 용방면 죽정리 일원에 용방농공단지와 구례 자연드림파크가 있다

## 행정 구역
| 법정리 | 한자명 | 행정리           | 자연마을         | 비고 |
| ------ | ------ | ---------------- | ---------------- | ---- |
| 사림리 | 四林里 | 사림, 사우       | 사림, 사우       |      |
| 신도리 | 新道里 | 도암, 가동, 신기 | 도암, 가동, 신기 |      |
| 신지리 | 新智里 | 신지, 선월       | 신지, 선월       |      |
| 용강리 | 龍江里 | 용강, 하신, 봉덕 | 하신, 두동, 봉덕 |      |
| 용정리 | 龍井里 | 상용, 하용       | 상용, 하용       |      |
| 죽정리 | 竹亭里 | 죽정, 분토       | 죽정, 분토       |      |
| 중방리 | 中方里 | 감천, 송정       | 감천, 송정       |      |

## 교육
- 용방초등학교